# العرباض بن سارية
العِرْبَاضُ بن سارية السلمي من أعيان أهل الصفة، سكن حمص. وهو أحد البكائين الذين ورد فيهم في القرآن: ﴿وَلَا عَلَى الَّذِينَ إِذَا مَا أَتَوْكَ لِتَحْمِلَهُمْ قُلْتَ لَا أَجِدُ مَا أَحْمِلُكُمْ عَلَيْهِ تَوَلَّوْا وَأَعْيُنُهُمْ تَفِيضُ مِنَ الدَّمْعِ حَزَنًا أَلَّا يَجِدُوا مَا يُنْفِقُونَ ۝٩٢﴾ [التوبة:92] ، من الطبقة الثالثة من الصحابة، وكان من المهاجرين.قَالَ أَبُو مُسْهِرٍ، وغيره: توفي سنة خمس وسبعين.

## من مواقفه مع النبي
يروي موسى بن سعد عن العرباض بن سارية قال: كنت ألزم باب رسول الله في الحضر والسفر، فرأينا ليلة ونحن بتبوك وذهبنا لحاجة فرجعنا إلى منزل رسول الله وقد تعشى ومن عنده من أضيافه ورسول الله يريد أن يدخل في قبة ومعه زوجه أم سلمة، فلما طلعت عليه قال: أين كنت منذ الليلة؟ فأخبرته، فطلع جعال بن سراقة وعبد الله بن مغفل المزني فكنا ثلاثة كلنا جائع، نعيش بباب النبي، فدخل رسول الله البيت فطلب شيئاً نأكله فلم يجده، فخرج إلينا فنادى بلالاً: يا بلال! هل من عشاء لهؤلاء النفر؟ قال: لا والذي بعثك بالحق لقد نفضنا جربنا وحميتنا! قال: انظر عسى أن تجد شيئاً، فأخذ الجرب ينفضها جراباً جراباً فتقع التمرة والتمرتان حتى رأيت بين يديه سبع تمرات ثم دعا بصحفة فوضع فيها التمر، ثم وضع يده على التمرات وسمى الله وقال:«كلوا بسم الله»، فأكلنا، فأحصيت أربعة وخمسين تمرة أكلتها، أعدها ونواها في يدي الأخرى، وصاحباي يصنعان ما أصنع وشبعنا، وأكل كل واحد منهما خمسين تمرة، ورفعنا أيدينا فإذا التمرات السبع كما هي! فقال:«يا بلال! ارفعها في جرابك فإنه لا يأكل منها أحد إلا نهل شبعاً»؛ فبتنا حول قبة رسول الله، فكان يتهجد من الليل فقام تلك الليلة يصلي، فلما طلع الفجر رجع ركعتي الفجر، فأذن بلال وأقام، فصلى رسول الله بالناس، ثم انصرف إلى فناء قبة، فجلس وجلسنا حوله فقراء من المؤمنين عشرة، فقال:«هل لكم في الغداء؟» قال العرباض: فجعلت أقول في نفسي أي غداء؟ فدعا بلالاً بالتمرات فوضع يده عليهن في الصحفة ثم قال:«كلوا بسم الله»، فأكلنا والذي بعثه بالحق حتى شبعنا وإنا لعشرة ثم رفعوا أيديهم منها شبعاً وإذا التمرات كما هي! فقال رسول الله:«لولا أني أستحي من ربي لأكلنا من هذه التمرات حتى نرد المدينة من آخرنا»، فطلع غليم من أهل البلد فأخذ رسول الله التمرات بيده، فدفعها إليه، فولى الغلام يلوكهن.

## بعض الأحاديث التي رواها عن الرسول
- روى عن النبي عدة أحاديث من أشهرها: حديث أبي نجيحٍ العرباض بن سارية قال: وعَظَنا رسول الله صلى الله عليه وسلم موعظةً وجلت منها القلوب، وذرفت منها العيون، فقلنا: يا رسول الله، كأنها موعظة مودعٍ، فأوصنا، قال: ((أوصيكم بتقوى الله عز وجل، والسمع والطاعة، وإن تأمر عليكم عبدٌ؛ فإنه من يعش منكم فسيرى اختلافًا كثيرًا، فعليكم بسنتي وسنة الخلفاء الراشدين المهديين، عَضُّوا عليها بالنواجذ، وإياكم ومحدثات الأمور؛ فإن كل بدعةٍ ضلالةٌ)).[6]
- روت أم حبيبة بنت العرباض بن سارية عن أبيها أن رسول الله نهى يوم خيبر عن لحوم كل ذي ناب من السبع وعن كل ذي مخلب من الطير وعن لحوم الحمر الأهلية وعن المجثمة وعن الخليسة وأن توطأ الحبالى حتى يضعن ما في بطونهن.
- وعن جبير بن نفير عن العرباض بن سارية عن رسول الله كان يصلي على الصف الأول ثلاثا وعلى الثاني واحدة.
- وروى أبو رهم عن العرباض بن سارية قال سمعت رسول الله وهو يدعو إلى السحور في شهر رمضان وقال هلموا إلى الغداء المبارك.
- وعن العرباض بن سارية أن رسول الله قال يختصم الشهداء والمتوفون على فرشهم إلى ربنا في الذين يتوفون من الطاعون فيقول الشهداء إخواننا قتلوا كما قتلنا ويقول المتوفون على فرشهم إخواننا ماتوا على فرشهم كما متنا فيقول ربنا انظروا إلى جراحهم فإن أشبه جراحهم جراح المقتولين فإنهم منهم ومعهم فإذا جراحهم قد أشبهت جراحهم.
- وفي الترمذي: من حديث العرباض بن سارية أن النبي حرم وطء السبايا حتى يضعن ما في بطونهن.

## أثره في الآخرين دعوته وتعليمه
روى أحمد في مسنده عن عبد الرحمن بن عمرو السلمي، وحجر بن حجر، قالا: أتينا العرباض بن سارية. وهو ممن نزل فيه: (وَلَا عَلَى الَّذِينَ إِذَا مَا أَتَوْكَ لِتَحْمِلَهُمْ قُلْتَ لَا أَجِدُ مَا أَحْمِلُكُمْ عَلَيْهِ) فسلمنا، وقلن: أتيناك زائرين وعائدين ومقتبسين. فقال: صلى بنا رسول الله الصبح ذات يوم، ثم أقبل علينا، فوعظنا موعظة بليغة ذرفت منها العيون، ووجلت منها القلوب، فقيل: يا رسول الله، كأن هذه موعظة مودع، فماذا تعهد إلينا؟ قال: أوصيكم بتقوى الله، والسمع والطاعة وإن عبْدًا حبشيًّ. فإنه من يعِشْ منكم بعدي، فسَيَرى اختلافًا كثير. فعليكم بسنتي وسنة الخلفاء الراشدين المهديين، تمسكوا بها، وعضوا عليها بالنواجذ. وإياكم ومحدثات الأمور ; فإن كل محدثة بدعة وكل بدعة ضلالة.
ويروى عن أبي الفيض أنه قال: سمعت عمر أبا حفص الحمصي قال: أعطى معاوية المقدام حمارا من المغنم فقال له العرباض بن سارية: ما كان لك أن تأخذه وما كان له أن يعطيك كأني بك في النار تحمله على عنقك فرده.

## بعض كلماته
كان العرباض بن سارية، يحب أن يُقْبَضَ، فكان يدعو: اللهم كبرت سني، ووهن عظمي، فاقبضني إليك. فقد وفي عدة روايات ثابتة عنه رواها عدد من المحدثين المعتبرين في دين الإسلام كالطبراني وابن ابي الدنيا وابن عساكر وغيرهم، فعَنْ عُرْوَةَ بْنِ رُوَيْمٍ، عَنِ الْعِرْبَاضِ بْنِ سَارِيَةَ، وَكَانَ شَيْخًا مِنْ أَصْحَابِ النَّبِيِّ صَلَّى اللَّهُ عَلَيْهِ وَسَلَّمَ، وَكَانَ يُحِبُّ أَنْ يُقْبَضَ فَكَانَ يَدْعُو: (اللَّهُمَّ كَبُرَتْ سِنِّي، وَوَهنَ عَظْمِي، فَاقْبِضْنِي إِلَيْكَ، قَالَ: فَبَيْنَا أَنَا يَوْمًا فِي الْمَسْجِدِ، مَسْجِدِ دِمَشْقَ، وَأَنَا أُصَلِّي وَأَدْعُو أَنْ أُقْبَضَ إِذَا أَنَا بِفَتًى شَابٍّ مِنْ أَجْمَلِ الرِّجَالِ، وَعَلَيْهِ دَوَّاجٌ أَخْضَرُ، فَقَالَ: مَا هَذَا الَّذِي تَدْعُو بِهِ؟ قَالَ: قُلْتُ: وَكَيْفَ أَدْعُو يَا ابْنَ أَخِي؟ قَالَ: قُلِ: اللَّهُمَّ حَسِّنِ الْعَمَلَ، وَبَلِّغِ الأَجَلَ، فَقُلْتُ: مَنْ أَنْتَ يَرْحَمُكَ اللَّهُ؟ فَقَالَ: أَنَا رِيتائِيلُ الَّذِي يَسُلُّ الحَزَنَ مِنُ صُدُورِ الْمُؤْمِنِينَ، فَالْتَفَتُّ فَلَمْ أَرَ أَحَدًا) 

## وفاته
قال محمد بن عوف: كان قديم الإسلام جدا، وقال خليفة: مات في فتنة ابن الزبير، وقال أبو مسهر: مات بعد ذلك سنة خمس وسبعين.
ويظن أنه دفن في قرية كفرلاها في محافظة حمص وله مقام وجامع يزوره أهل القرية ومقامه على بعد 27 كم من مدينة حمص